# Osório (prenome)
Osório (Ozório em português antigo) é um prenome masculino usado em várias línguas e que segundo a literatura especializada em nomes de pessoas é de origem basca e significa valente e matador de lobos.

## Lista de nomes
- Osório Tuyuty, um general, professor e político brasileiro.
- Osório Villas-Boas um político do estado brasileiro da Bahia e cartola de futebol.
- Osório Duque-Estrada poeta e autor da letra do Hino Nacional Brasileiro.
- Osório Carvalho um futebolista de Angola.
- Osório Borba foi um político, jornalista e escritor brasileiro.
- Osório Bebber é um bispo católico, atualmente bispo emérito da Diocese de Joaçaba.
- Luana Osório é uma Cientista Biomédica portuguesa.
- Osório César foi um anatomopatologista, psiquiatra e intelectual brasileiro